# Jōdō
Jodo (杖道:じょうどう), kar pomeni „Pot jo-ja“ ali jojutsu (杖術:じょうじゅつ ), je japonska borilna veščina pri kateri se uporablja kratka palica, imenovana jo. Veščina je podobna bojutsu-ju in se predvsem osredotoča na obrambo proti japonski sablji. Jodo je bila borilna veščina, ki so se je učili ter uporabljali le poklicni bojevniki in ne širše ljudstvo.

## Oprema

### Jo
Jo je kratka palica, katere dolžina meri približno 1.276 metra. Sestoji iz lesa španskega trsta ali pa rdečega hrasta. 

### Oblačila
Tradicionalna oblačila v jodu sestojijo iz hakame in keiko-gi-ja. Celotna oprava je po navadi v temno modrem odtenku, saj je obarvana z indigom. Ta rastlinska snov ima namreč lastnost, da izjemno hitro ustavi krvavitev. 
Po navadi se bela oblačila uporabljajo kot simbol duševne čistoče. Na Japonskem ženske pogostokrat belo hakamo in keiko-gi, medtem ko korejska državna reprezentanca nosi prav tako bela oblačila, a s temnimi črtami na bočnem delu hakame.

## Bajesloven izvor prve šole jojutsuja
Šola Shintō Musō-ryū jōdō, (prvotno imenovana Shintō Musō-ryū jōjutsu), naj bi ustanovil veliki bojevnik Musō Gonnosuke Katsuyoshi (夢想 權之助 勝吉) pred okoli 400 leti, potem ko ga je porazil najslavnejši bojevnik Mijamoto Musashi (宮本 武蔵 ). 
Ustno izročilo Shintō Musō-ryū-ja pravi , da je Gonnosuke izzval Musashija na dvoboj, pri tem pa je uporabljal bo ali dolgo palico. Izročilo pravi, da naj bi Musashi Gonnosukejev bo ujel v juji-dome oz. obrambni položaj, pri katerem postavitev obeh mečev spominja na X. Ko se je Gonnosuke znašel v tem položaju je bila njegova usoda zapečatena, saj Musashiju ni mogel preprečiti protinapada, a te se je odločil, da mu prizanese. 
Gonnosuke se je nato umaknil v tempelj Shinto, kjer se je posvetil meditaciji. Po več mesecih duševnega očiščevanja, meditacije in vadbe, naj bi doživel božjo videnje. Palico bo je skrajšal iz približno 185cm na okoli 128cm oz. po japonskem metričnem sistemu, za štiri shaku-je, dva sun-a in en bu. S tem je močno povečal vsestransko uporabnost orožja, saj je lahko uporabljal borilne tehnike dolgih palic oz. bu-jev, kopji in sabelj. Dolžina novega orožja je bila še vedno večja kot dolžina tedanje dolge sablje ali tachi-ja, a še vedno dovolj kratka za hitro vrtenje in uporabo v tesnih, zaprtih prostorih. Gonnosuke je imel tako na razpolago mnogo različnih tehnik bojevanja,s tem pa je predstavljal izjemno nepredvidljivega in s tem nevarnega nasprotnika. Gonnosuke je novo borilno stroko poimenoval Shintō Musō-ryū.
Nato je ponovno pozval Musashija na dvoboj. Gonnosuke je tokrat uporabil palico jo, Musashi pa ponovno dve sablji. Le-ta je ponovno poskusil z juji-dome-jem, a je Gonnosuke sunkoma obrnil svojo palico okoli njene osi, s tem pa Musashija potisnil v položaj, v katerem je moral priznati poraz. Gonnosuke se je Musashiju poklonil in mu prav tako kot on prizanesel z življenjem. 
Velika vrjetnost je, da je to zgodba o nastanku joda oz. jojutsuja izmišljena, saj je dvoboj med Gonnosukejem in Musashijem omenjen le v ustnem izročilu šole Shintō Musō-ryū, poleg tega pa naj bi mnogo drugih legend govorilo o neporaženosti Musashija. O tem pričajo tudi njegovi lastni zapiski.
Toda, zagotovo pa je, da je Gonnosuke sčasoma postal inštruktor borilnih veščin, poučeval je v klanu Kuroda, v severnem Kyotu, kjer je jojutsu ostal kot ekskluzivna veščina, vse do začetka 20. stoletja, ko je bila borilna veščina po ukazu cesarja predstavljena javnosti.

## Jodo danes
Moderna študija jo-ja, znana kot jodo oz. „Pot jo-ja“, ima v glavnem dve veji. Prva je koryu ali stara šola joda, ki vključuje tudi tanjō (kratka palica), kusarigamo (srp), jitte (gorjača) in manj znano borilno veščino imenovano hojojutsu, pri kateri zvešeš nasprotnika, potem ko si ga podjarmiš, ga premagaš. 
Druga veja se imenuje Seitei Jodo, katero zastopa oz. jo uči Vse Japonska kendo zveza, v tesni povezavi s kendom in iaidom. 
Obe veji joda sta bili in sta še danes v tesni povezavi z japonsko policijo.

## Seznam borilnih veščin pri kateri se uporablja jodo/jojutsu
- Aiki-do
- Hoten-ryu-jojutsu
- Jigen-Ryu-jojutsu
- Keijojutsu-jo
- Kukishin-ryu
- Kumite-ryu-jujutsu
- Muhi-Muteki-ryu-jojutsu
- Owari-Tenshin Koryu-jojutsu
- Shinto-Muso-ryu
- Sho-Bu-Do-Bu-Jitsu
- Suiō-ryū
- Takenouchi-ryu
- Taura-Muso-Ryu-kobudo
- Tendo-ryu
- Toda-ha Buko-ryu
- Yamate-ryu

### Jodo v Sloveniji
- Kendo Zveza Slovenije Arhivirano 2009-09-01 na Wayback Machine. (KenZS)
- Kendo klub Shidokai Arhivirano 2008-07-12 na Wayback Machine.

### Jodo po svetu
- Vsejaponska kendo zveza Arhivirano 2014-10-08 na Wayback Machine. (AJKF)
- Evropska jodo zveza[mrtva povezava] (FEJ)